# Polisen i Frankrike
Polisen i Frankrike består av två statliga poliskårer med huvudansvar för polisväsendet. De två statliga poliskårerna är det militärt organiserade Gendarmerie nationale, den franska försvarsmaktens fjärde försvarsgren, och den civila statliga polisen, Police nationale. Den civila polisen har huvudansvaret för polisväsendet i Paris och i 1 713 andra kommuner. Dessa täcker endast 5 % av Frankrikes yta, men har 51 % av landets befolkning. Övriga kommuner faller under gendarmeriets ansvarsområde. I bägge de statliga poliskårerna finns centraliserade element med tungt beväpnad personal. Det finns dessutom kommunal polis med begränsade befogenheter i många kommuner.

## Gendarmerie nationale

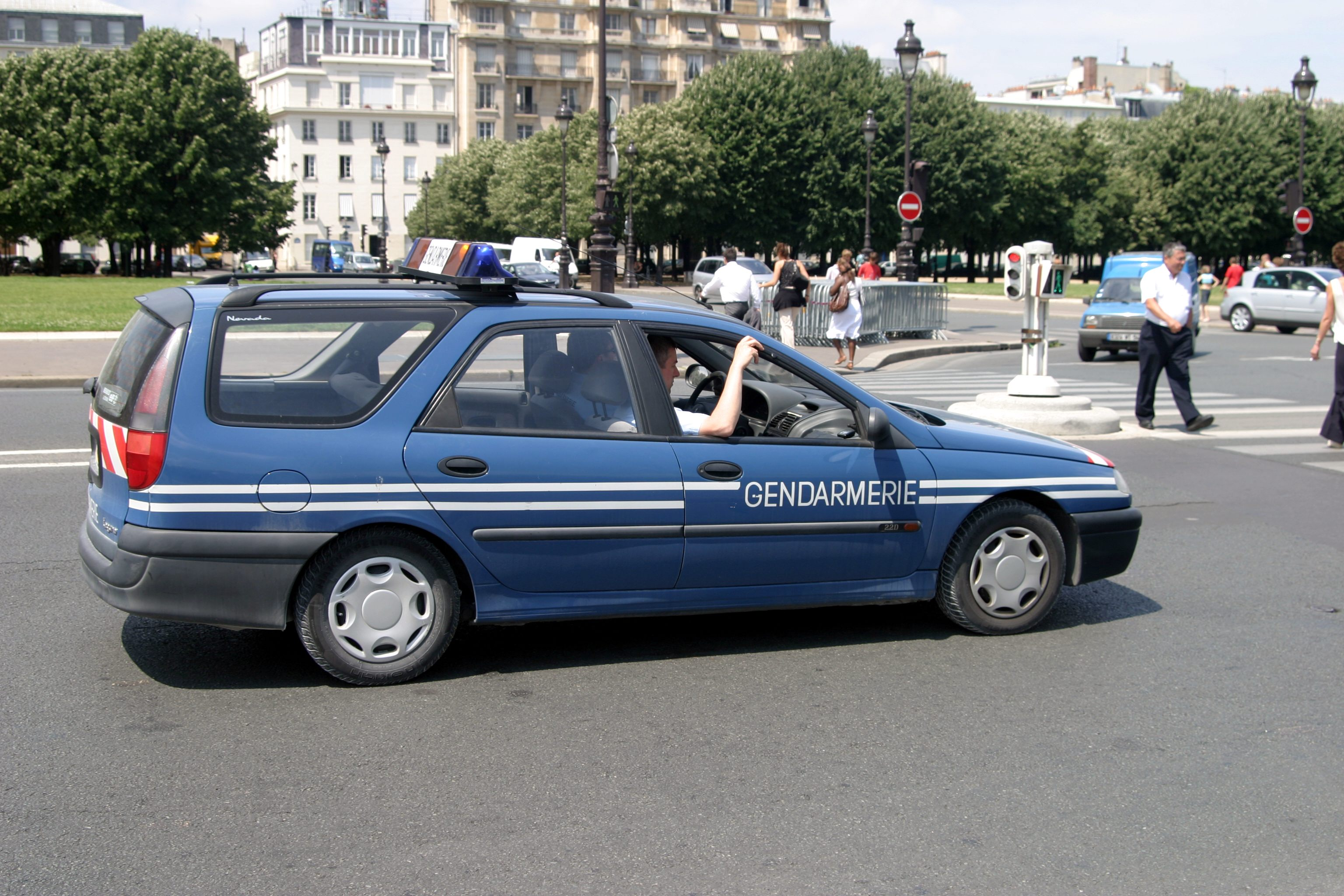
Polisbil från gendarmeriet.

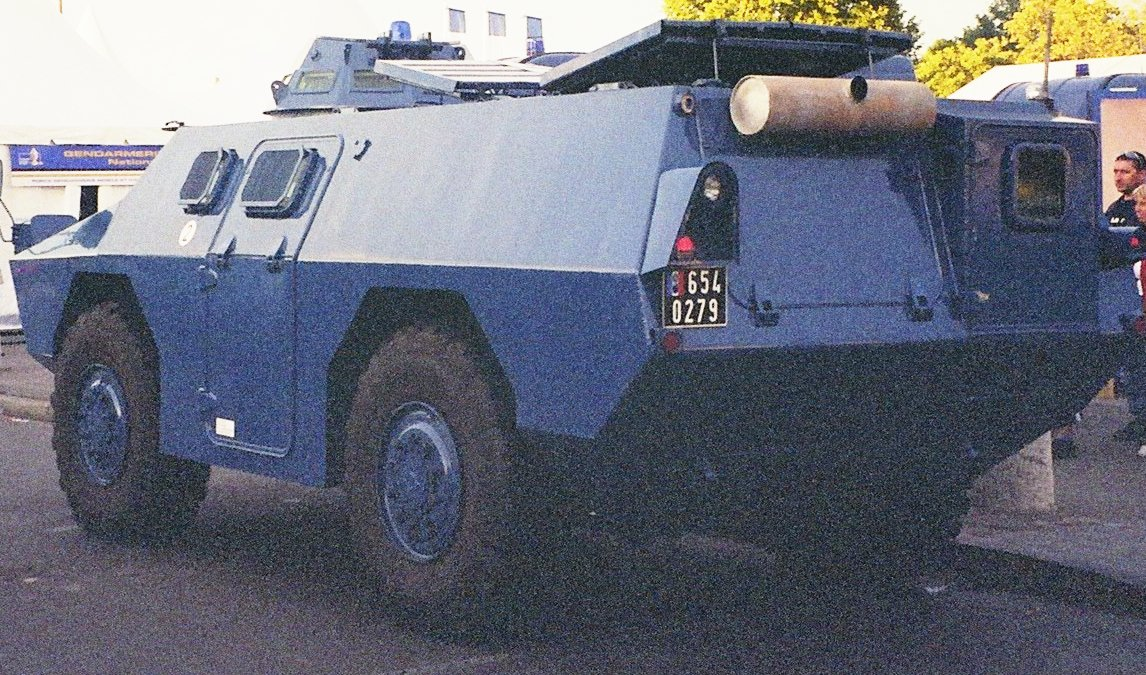
Polispansarbil från gendarmeriet.

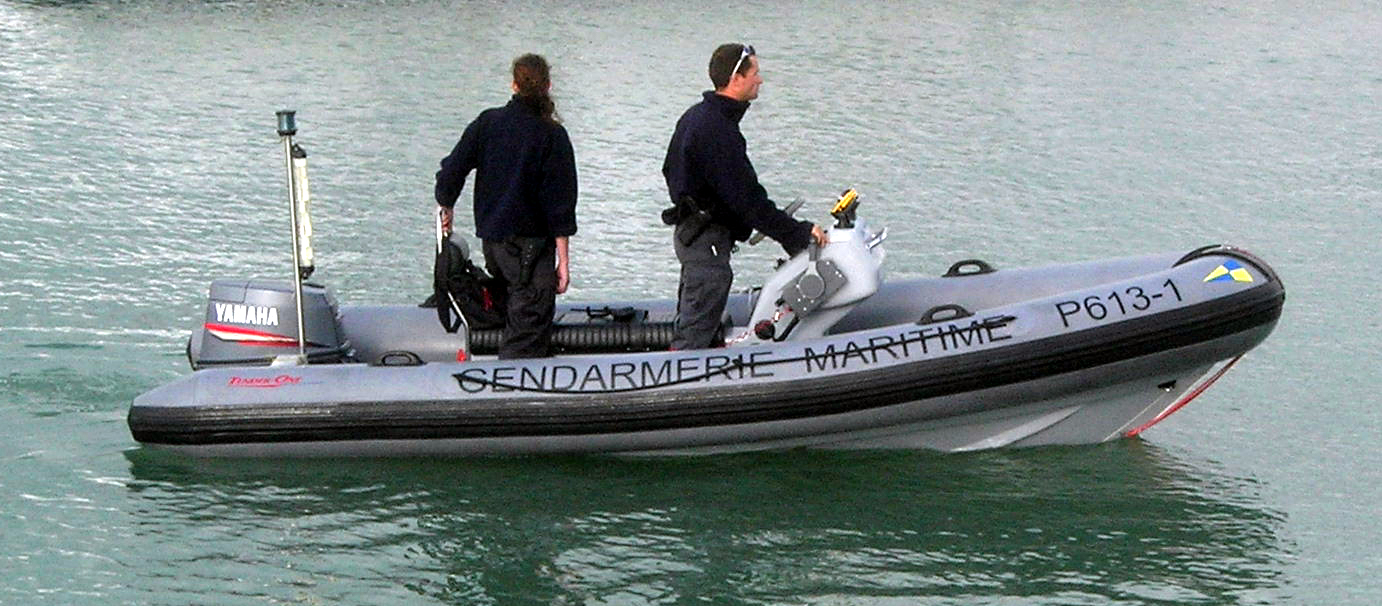
Gendarmerie maritime patrullerar i gummibåt.

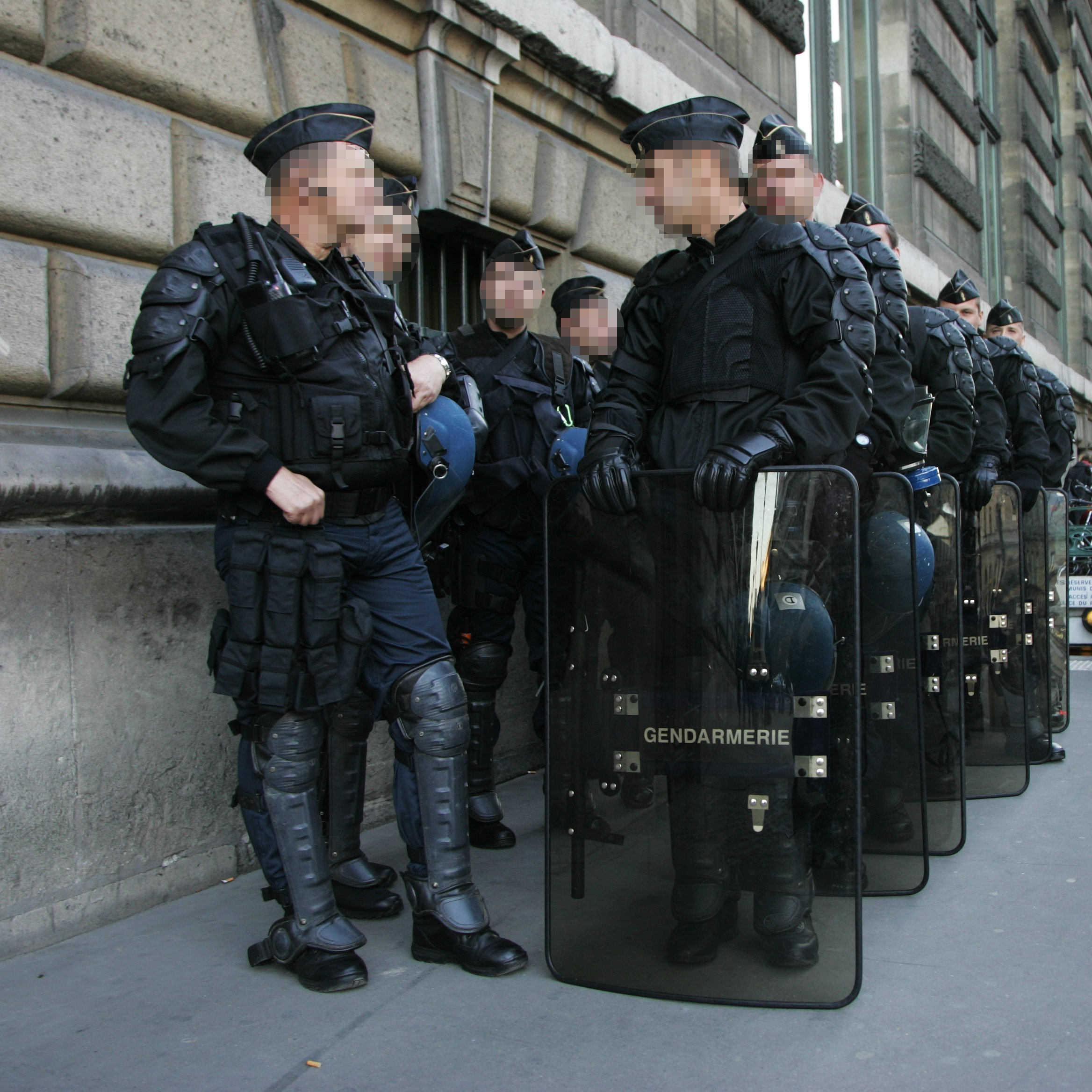
Gendarmerie mobile i kravallutrustning.

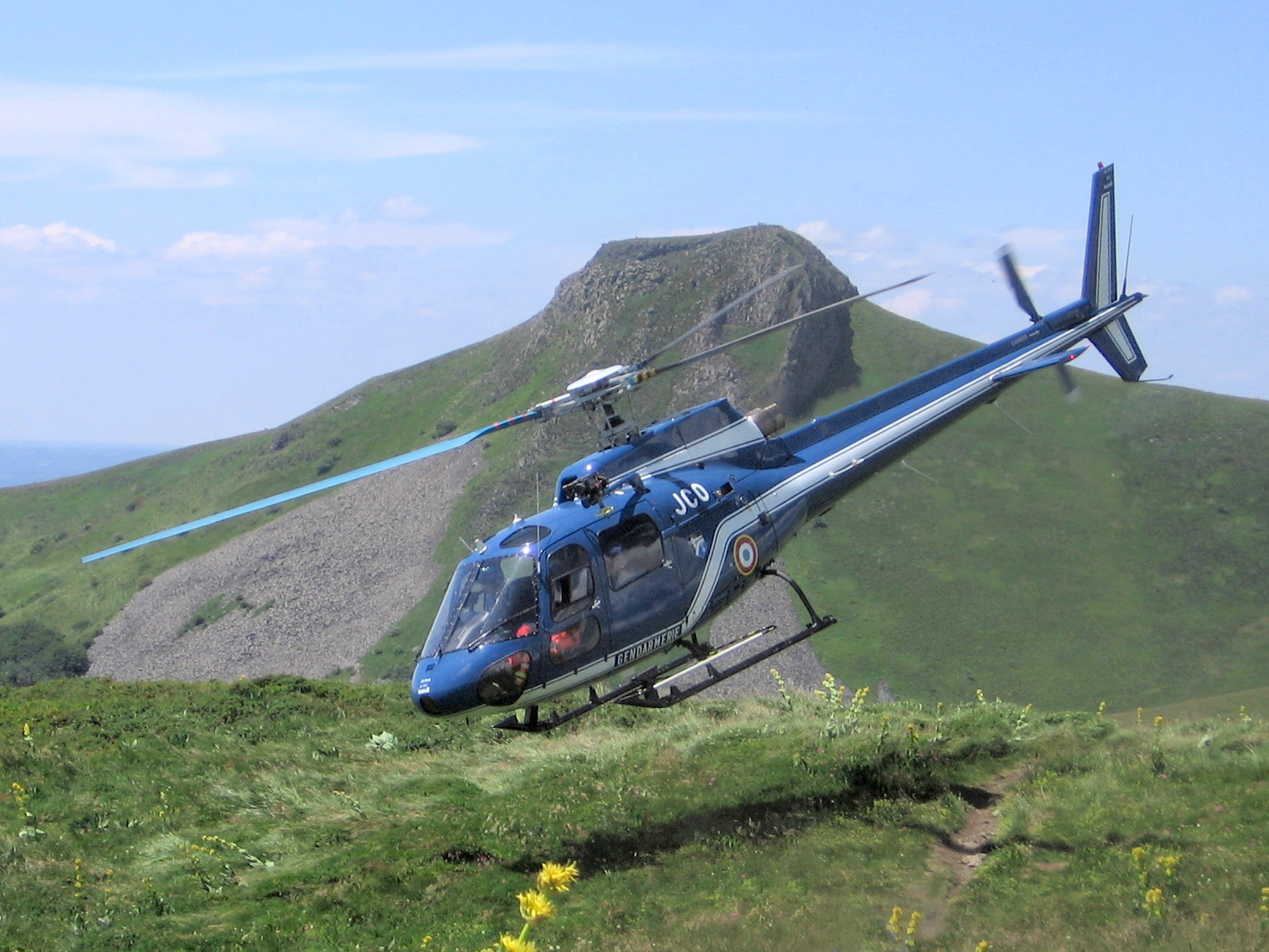
Polishelikopter från gendarmeriet.

Det franska gendarmeriet hade 2006 omkring 105 000 anställda. Av dessa var 103 000 militärer och 2 000 civilanställda. Chef för gendarmeriet är general Jacques Mignaux, utnämnd 2010. Var och en av Frankrikes 22 inhemska regioner utgör också en gendarmerieregion. Den regionale gendarmerigeneralen, som har sin stabsplats hos den regionale ställföreträdaren för civilbefälhavaren, för befälet över det territoriella och mobila gendarmeriet.

### Territoriella gendarmeriet
Gendarmeriet i var och en av Frankrikes 100 departement bildar organisatoriskt ett bataljonsförband - groupement. I varje arrondissement finns i princip ett gendarmerikompani. I varje kanton finns i princip en brigade territoriale (gendarmeristation). Dessutom finns ett antal specialenheter som lyder direkt under länsbataljonschefen. Det territoriella gendarmeriet bestod 2008 av följande enheter: 1 124 lokala gendarmeristationer, 370 utryckningsplutoner, 271 hundpatruller, 92 länskriminalenheter, 383 kriminalenheter, 14 helikopterenheter, 7 flodpolispatruller, 26 sjöpolispatruller, 93 trafikpolisskvadroner, 136 trafikpolisplutoner, 37 specialenheter för ungdomsbrottslighet.

### Mobila gendarmeriet
I var och en av de sju försvarszonerna finns ett antal mobila gendarmerigrupper - groupement (gendarmeribataljoner). Varje grupp består av fyra till sju gendarmeriskvadroner. Varje skvadron består av en stabspluton och fyra insatsplutoner. Det mobila gendarmeriet bestod 2008 av 123 skvadroner.
I Parisområdet finns ett högre mobilt gendarmerieförband, Force de Gendarmerie Mobile et d'Intervention (FGMI), med fyratusen polissoldater i sex bataljoner, däribland gendarmeriets pansarbataljon (Groupement blindé de gendarmerie mobile (GBGM)) och gendarmeriets specialförband (Groupement de sécurité et d'intervention de la gendarmerie nationale (GSIGN)(se nedan).

### Specialgendarmeriet
- Garde Républicaine
- Gendarmerie maritime - det maritima gendarmeriet ansvarar för sjöpolisverksamhet i de kustnära områdena samt för kustbevakning.[10]
  - Engelska kanalen och Nordsjön: 2 patrullfartyg och 3 patrullbåtar baserade i Dunkerque, Boulogne-sur-Mer, Dieppe och Cherbourg.
  - Atlanten: 1 patrullfartyg och 9 patrullbåtar baserade i Saint-Malo, Brest, Concarneau, Lorient, Pornichet, Les Sables-d'Olonne, Rochefort och Anglet.
  - Medelhavet: 8 patrullbåtar baserade i Port-Vendres, Gruissan, Sète, Marseille, Toulon, Saint-Raphaël, Nice och Ajaccio.
  - Transmarina territorier: 4 patrullfartyg och 4 patrullbåtar baserade i Saint-Pierre et Miquelon, Réunion, Guadeloupe, Franska Polynesien, Nya Kaledonien, Franska Guyana och Mayotte.[11]
- Gendarmerie de l'air - flygvapengendarmeriet bevakar flygvapnets baser och fasta anläggningar samt utgör militärpolis för flygvapnet.[12] Det består av 43 grupper (brigades de gendarmerie de l'air) (BGA) om 12 gendarmer. Två BGA är beridna; en i Avord (Cher) och en i Cazaux (Gironde).[13]
- Gendarmerie des transports aériens - flygplatsgendarmeriet upprätthåller allmän ordning och säkerhet vid landets statliga flygplatser.[14]
- Gendarmerie de l'armement - försvarsmaterielgendarmeriet bevakar det franska försvarsmaterielverkets (Délégation générale pour l'armement) fasta anläggningar.[15]

### Gendarmeriets specialförband
Gendarmeriets specialförband är samlade i en bataljon - Groupement de sécurité et d'intervention de la Gendarmerie nationale (GSIGN) - tillhörande det mobila gendarmeriet. GSIGN består av följande komponenter:
- Gendarmeriets nationella insatsstyrka - Groupe d'intervention de la Gendarmerie nationale (GIGN) - har till uppdrag att agera vid särskilt allvarliga indicenter, av typ terrorism, gisslantagande, fängelseupplopp.
- Gendarmeriets fallskärmsjägarskvadron - Escadron parachutiste d'intervention de la Gendarmerie nationale (EPIGN) - har till uppdrag att delta i storskaliga insatser för bekämpandet av terrorism och allvarlig brottslighet.
- Personskyddsenheten för republikens president - Groupe de sécurité de la Présidence de la République (GSPR) - har till uppgift att skydda Frankrikes president och hans familj. Det är en blandad styrka, som består av personal både från gendarmeriet och polisen.
- GSIGN:s utbildnings- och säkerhetsenhet - Groupe d'instruction et de sécurité des activités (GISA) - har till huvuduppgift att öva och utbilda specialförbandens personal.

### Gendarmeriets flygande enheter
Gendarmeriets flygande enheter (FAG) bestod 2009 av följande grupper och sektioner.
- Centrala flyggruppen (GCFAG) i Vélizy-Villacoublay
  - Stab och instruktörsgrupp
  - Teknisk underhållsgrupp

- 7 flyggrupper – en per gendarmeriregion
  - 26 plutoner (2–3 helikoptrar) och detachement (1 helikopter)[11]

## Police nationale

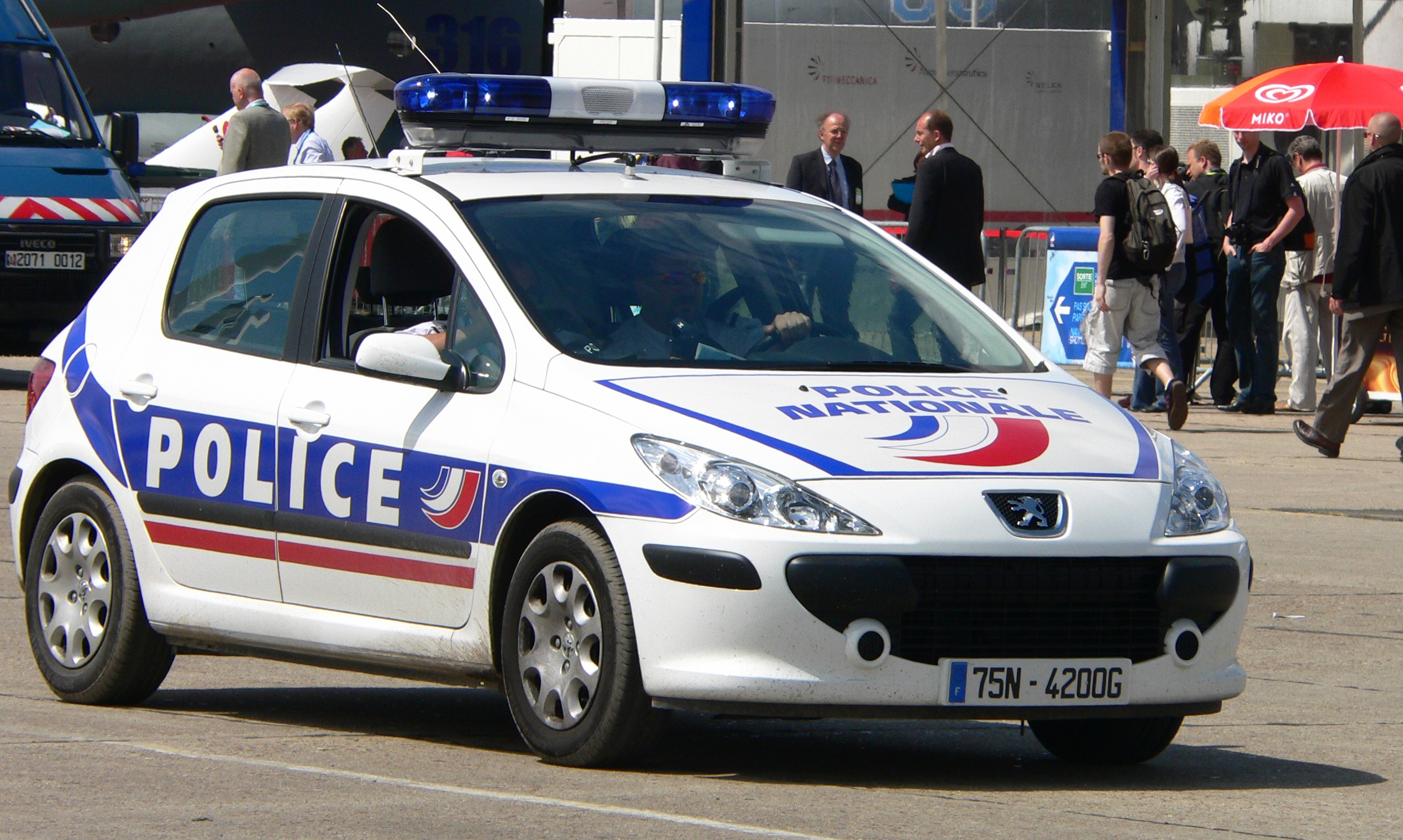
Polisbil från den civila polisen.

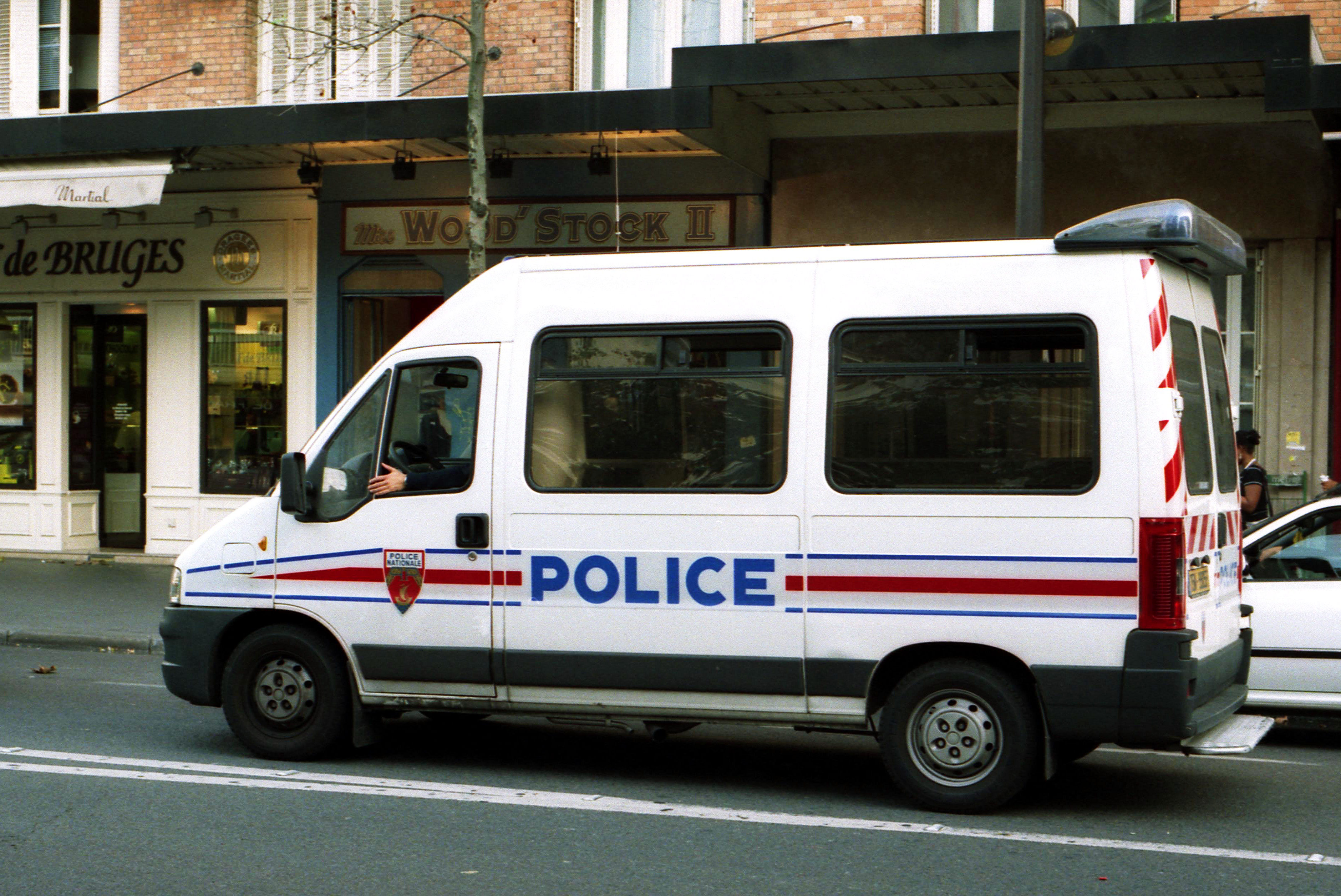
Polisbuss från den civila polisen.

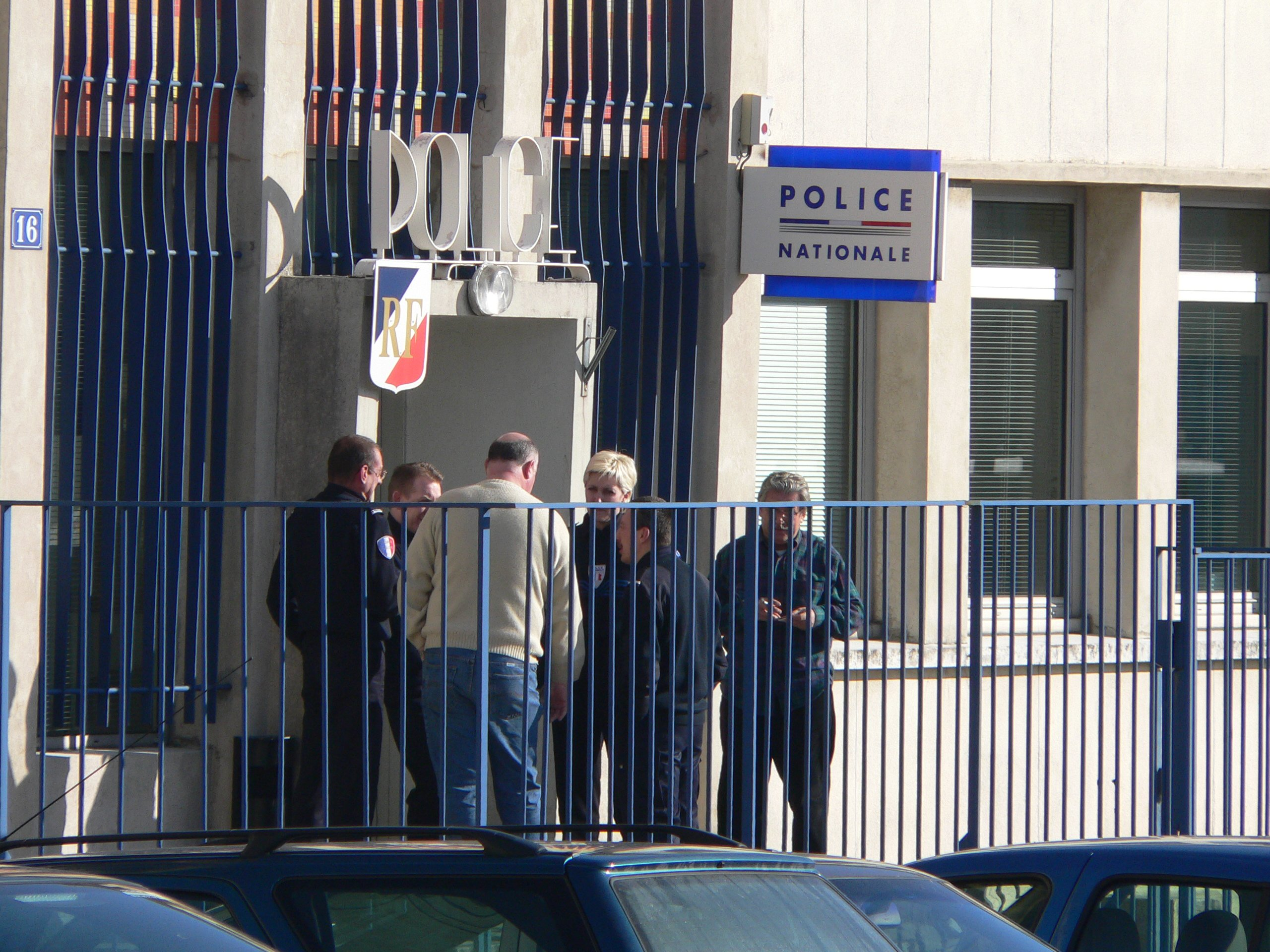
Utanför en polisstation.

Den statliga civila poliskåren hade 2006 ca 146 000 anställda. Av dessa var 16 000 civilanställda. Chef för den civila statliga polisen är en generaldirektör, Claude Baland, under honom lyder nio centrala direktioner och polisprefekten i Paris.

### Ordningspolisen
Den franska civila ordningspolisen, Sécurité Publique, har följande fyra uppgifter:
- Upprätthålla allmän ordning och säkerhet
- Ingripa vid brott
- Förebygga brott
- Utreda brott (som inte faller inom kriminalpolisens jurisdiktion)

#### Centrala organ
Direction centrale de la sécurité publique (DCSP) utgör det centrala ledningsorganet för den franska ordningspolisen.

#### Regionala och lokala organ
- 102 directions départementales (länspolismyndigheter). Länspolismyndigheterna har ett antal länsavdelningar till stöd för den lokala polisen. Till dessa hör ungdomsrotlar och narkotikarotlar till stöd för de lokala utredningsavdelningarna, samt insatskompanier eller plutoner till stöd för de lokala utryckningsavdelningarna. Länstrafikkompanier bistår den lokala trafikpolisen. Andra enheter, som polisrytteri, polishundar, sprängämnesavdelning, kan också finnas på länsnivå.[22]
- 424 circonscriptions (polisdistrikt). Polisdistrikten är organiserade på följande enheter:[22]
  - Närpolis
  - Utryckningsavdelningar (Brigades anti-criminalité (BAC))
  - Utredningsavdelning (Brigade de sûreté urbaine (BSU)).
  - Spanings- och arrestavdelning (base technique d'identité judiciaire).
  - Trafikavdelning (Brigade des accidents et des délits routiers (BADR)).

### Kravallpolisen

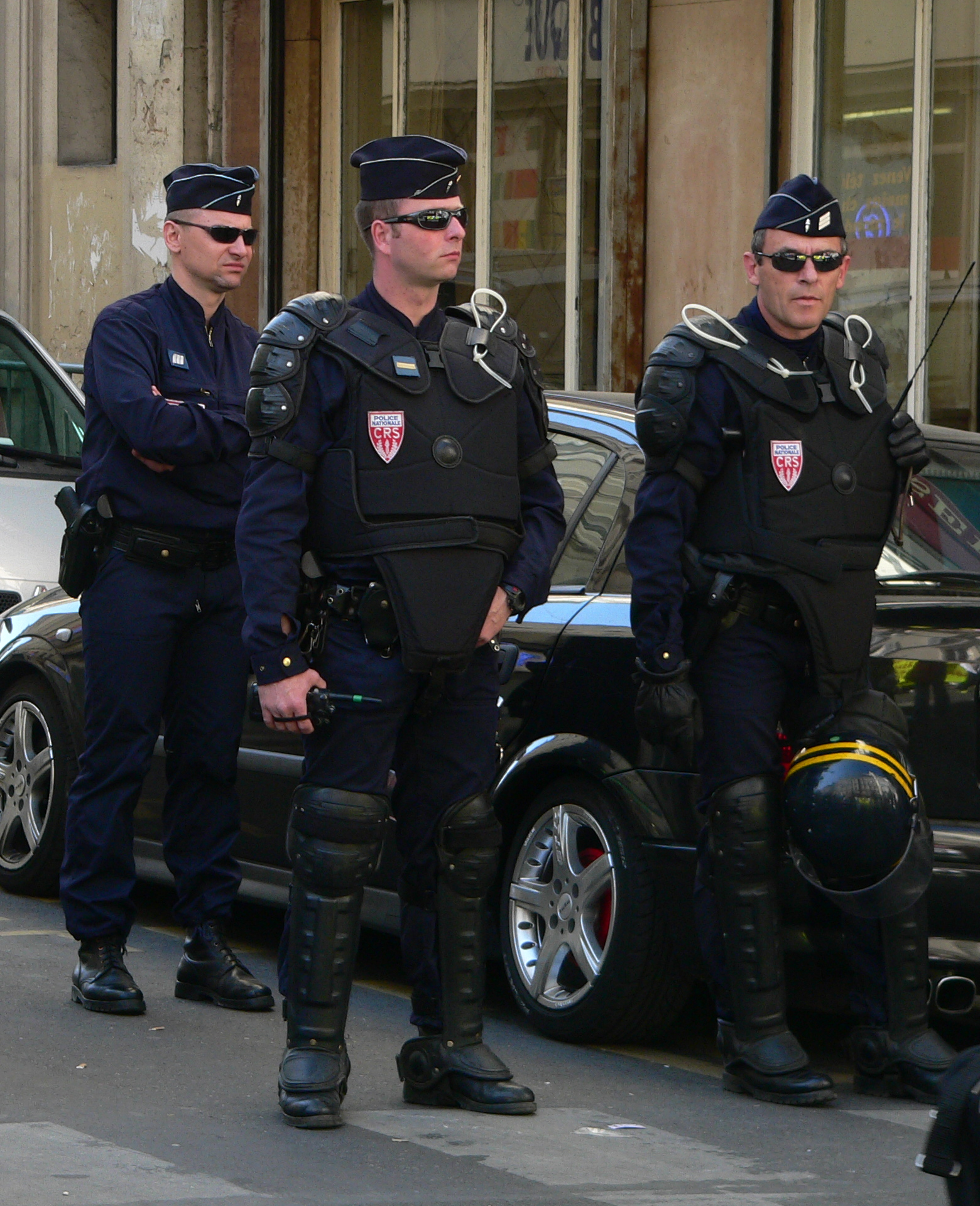
CRS-poliser.

Kravallpolisen (Compagnies républicaines de sécurité (CRS)) fungerar som en allmän polisreserv för den civila franska polisen. Vid sidan av sitt huvuduppdrag att upprätthålla eller återställa allmän ordning och säkerhet fungerar CRS som trafikpolis, framförallt på de stora huvudvägarna, och som sjöräddnings- och bergsräddningsorgan samt som förstärkning för utryckningspolisen, gränspolisen och personskyddet för den centrala statsledningen.
CRS bestod 2008 av 14 000 poliser och 1 000 civilanställda. Den var 2015 organiserad på en centraldirektion i Paris och sju kravallpolisdirektioner vilka är samgrupperade med de sju försvarszonstaberna. Insatsorganisationen består av 60 beredskapskompanier, nio trafikpoliskompanier och 6 motorcykelavdelningar, 1 eskortkompani för V.I.P. (med polisens musikkår) samt 1 alpkompani och tre alpplutoner.

### Kriminalpolisen
Den franska civila kriminalpolisen, Police Judiciaire, är en starkt centraliserad organisation. Då de flesta brott som begås utreds av ordningspolisen (se ovan), kan den franska kriminalpolisen närmast liknas vid den svenska rikskriminalen eller den finska centralkriminalpolisen.

#### Centrala organ
Direction Centrale de la Police Judiciaire (DCPJ) är det centrala ledningsorganet för den franska kriminalpolisen. Den består av fyra operativa avdelningar med ansvar för centraliserad brottsbekämpning.
- La sous-direction des affaires criminelles (organiserad brottslighet)
- La sous-direction des affaires économiques et financières (ekonomiska och finansiella brott)
- La sous-direction de la police technique et scientifique (kriminalteknisk avdelning)
- La sous-direction des liaisons extérieures (internationell avdelning)

#### Regionala och lokala organ
- La direction régionale de la police judiciaire de Paris (DRPJ), kriminalpolisen i Paris (se nedan under Polisprefekten).

- Nio interregionala kriminalpolisdirektioner (DIPJ) i Bordeaux, Dijon, Lille, Lyon, Marseille, Orléans, Rennes, Strasbourg och Pointe-à-Pitre. Var och en av dessa direktioner har sig underställda en eller flera regionala polismyndigheter (SRPJ) och en eller flera lokala kriminalpolismyndigheter (antennes de police judiciaire).[25]

- Två regionala kriminalpolisdirektioner (DRPJ), lydande direkt under polisens centrala ledning, i Versailles och Ajaccio.[25]

- 29 regionala interventionsgrupper (GIR), för att bekämpa organiserad brottslighet.[25]

Varje DIPJ och DRPJ förfogar över en kriminalavdelning, en finanspolisavdelning och en kriminalteknisk avdelning, motsvarande DCPJ:s operativa avdelningar.

### Säkerhetspolisen
Direction de la surveillance du territoire (DST) i Paris utövar den centrala ledningen av säkerhetspolisens verksamhet. Utanför Paris finns sex regionala säkerhetspolisdirektioner i Lille, Rennes, Bordeaux, Marseille, Lyon och Metz, vilka består av ett antal rotlar (brigades). I övrigt är DST:s verksamhet och organisation hemligstämplad.

### Inrikesministeriets underrättelsetjänst
Inrikesministeriets underrättelsetjänst (Direction Centrale des Renseignements Généraux (DCRG)) har till uppgift att bekämpa terrorism, urbant våld och den svarta ekonomin samt förutse och hantera ordningskriser. DCRG bistår därjämte regeringen med ekonomisk underrättelseinhämtning samt är tillsynsorgan för spelbolag och hästkapplöpningar. DCRG består av avdelningar för terrorismbekämpning och riskanalys, opinionsbildning och social konfliktanalys samt för spel och dobbel. Fältverksamheten är organiserad på försvarszonnivå, regional nivå och länsnivå (departement). DCRG står under ett dubbelt ledningsansvar, dels under generaldirektören för polisen, dels under prefekterna i de olika departementen.

### Polisprefekten i Paris

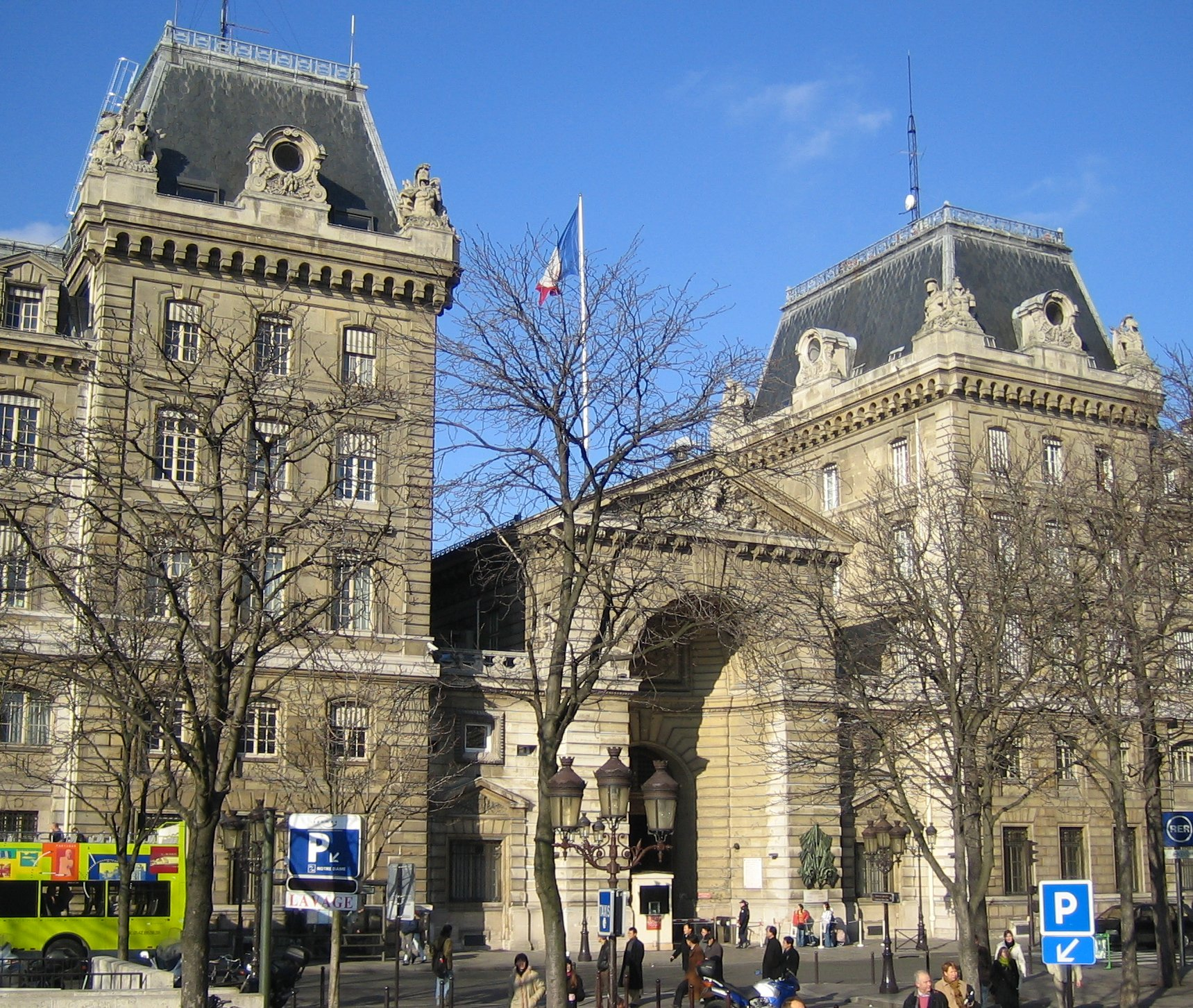
Polisprefekturen i Paris.

Polisprefekten i Paris (Préfet de Police) är en prefekt, motsvarande landshövding, men med utvidgade befogenheter i förhållande till de vanliga prefekterna i landsorten. Polisprefekten har både statliga och kommunala uppgifter och fungerar jämte borgmästaren som verkställande myndighet för Paris stadsfullmäktige. Polisprefekten deltar tillsammans med borgmästaren i stadsfullmäktiges sammanträden och kan begära att stadsfullmäktige eller stadsarrondissementsfullmäktige sammankallas. Polisprefekt sedan 2019 är Didier Lallement.

#### Statliga uppgifter
- Ansvar för huvudstadens säkerhet.
- Ansvar för den statliga polisförvaltningen i huvudstaden.
- Chef för kriminalpolisen.
- Polismyndighetschef i Paris och departementen Hauts-de-Seine, Seine-Saint-Denis och Val-de-Marne.
- Civilbefälhavare i Paris försvarszon (de åtta departement som utgör Île-de-France).
- Ansvar för den operativa ledningen av järnvägstransportsäkerheten i Île-de-France.

#### Kommunala uppgifter
- Ansvarar för den kommunala polisförvaltningen.

Polisprefekturen är den förvaltningsmyndighet som biträder polisprefekten med att genomföra sina uppgifter. 43 % av polisprefekturens budget anslås av Paris stadsfullmäktige. Resten anslås av inrikesministeriet.

#### Polisprefekturens organisation
- Regional kriminalpolisdirektion
- Regional underrättelsedirektion
- Urban närpolisdirektion
- Direktion för utrycknings- och trafikpolis
- Teknisk och logistisk direktion
- Generalinspektion
- Administrativ polisdirektion
- Trafik- och hälsovårdsinspektion

Räddningstjänsten i Paris lyder också operativt och administrativt under polisprefekten.

### Nationella insatsstyrkor

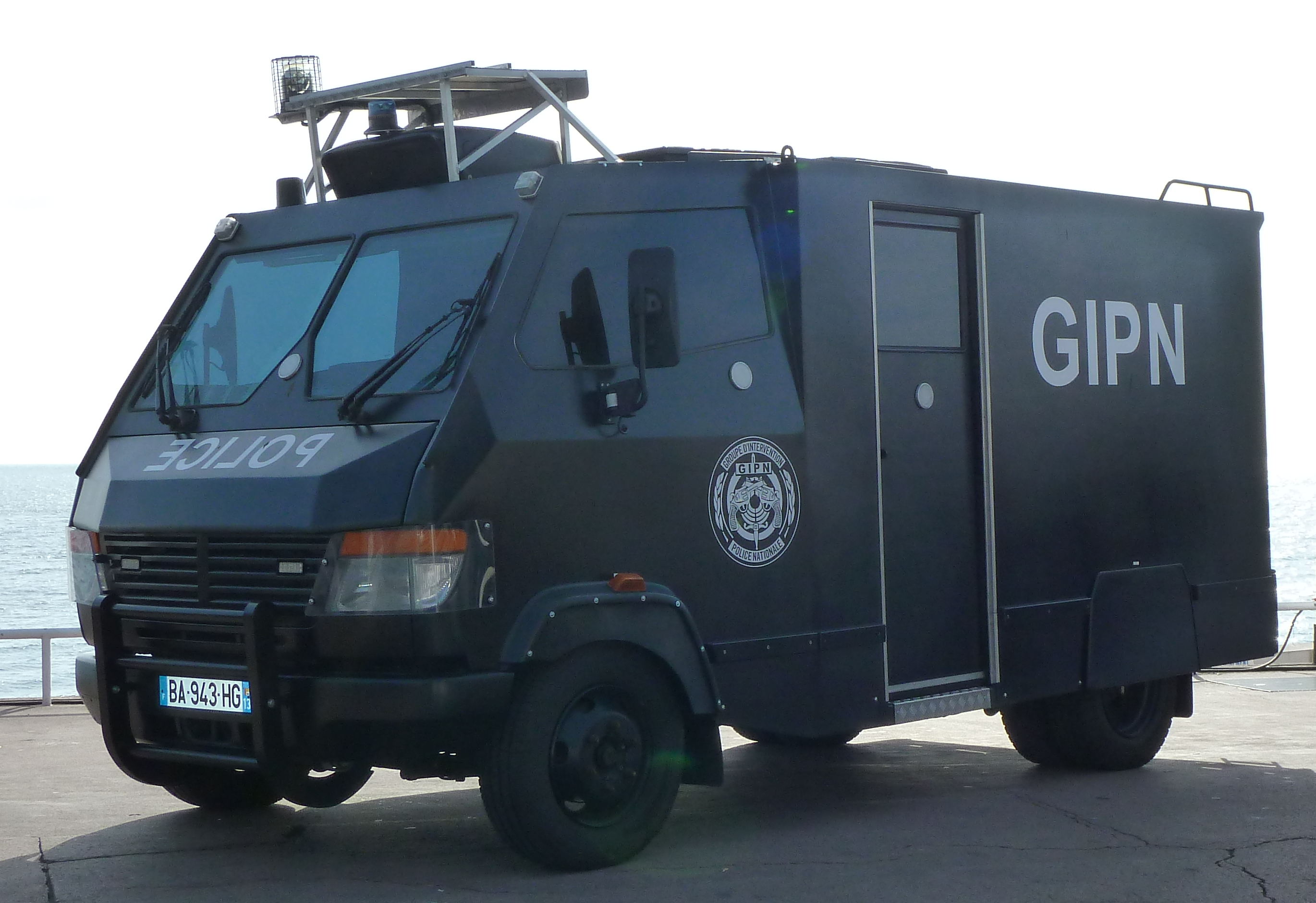
Pansarbil tillhörig GIPN.

Den franska civila polisens nationella insatskrafter (Force d'intervention de la Police Nationale) är organiserade på tre olika styrkor, RAID, GIPN och BRI. RAID (Recherche Assistance Intervention Dissuasion) lyder direkt under polisens generaldirektör och har ansvaret för Paris med omkringliggande 21 departement. GIPN (Groupes d'intervention de la Police Nationale), som lyder under centraldirektionen för ordningspolisen, har ansvaret för resten av landet. BRI (Brigades de recherche et d'intervention), är insatsstyrkor för att bekämpa grov organiserad brottslighet.
- RAID

RAID bestod 2006 av 163 poliser, varav 147 i operativ tjänst.
- GIPN

Nio insatsstyrkor i Lille, Strasbourg, Lyon, Nice, Marseille, Bordeaux och Rennes samt Réunion och Nya Kaledonien.
- BRI

BRI-PP lyder under polisprefekten i Paris. Övriga BRI lyder under centraldirektionen för kriminalpolisen. Dessa återfinns i Nice, Marseille, Ajaccio, Toulouse, Montpellier, Nantes, Orléans, Lille, Bayonne, Lyon, Strasbourg, Rouen och Versailles.

## Kommunal polis

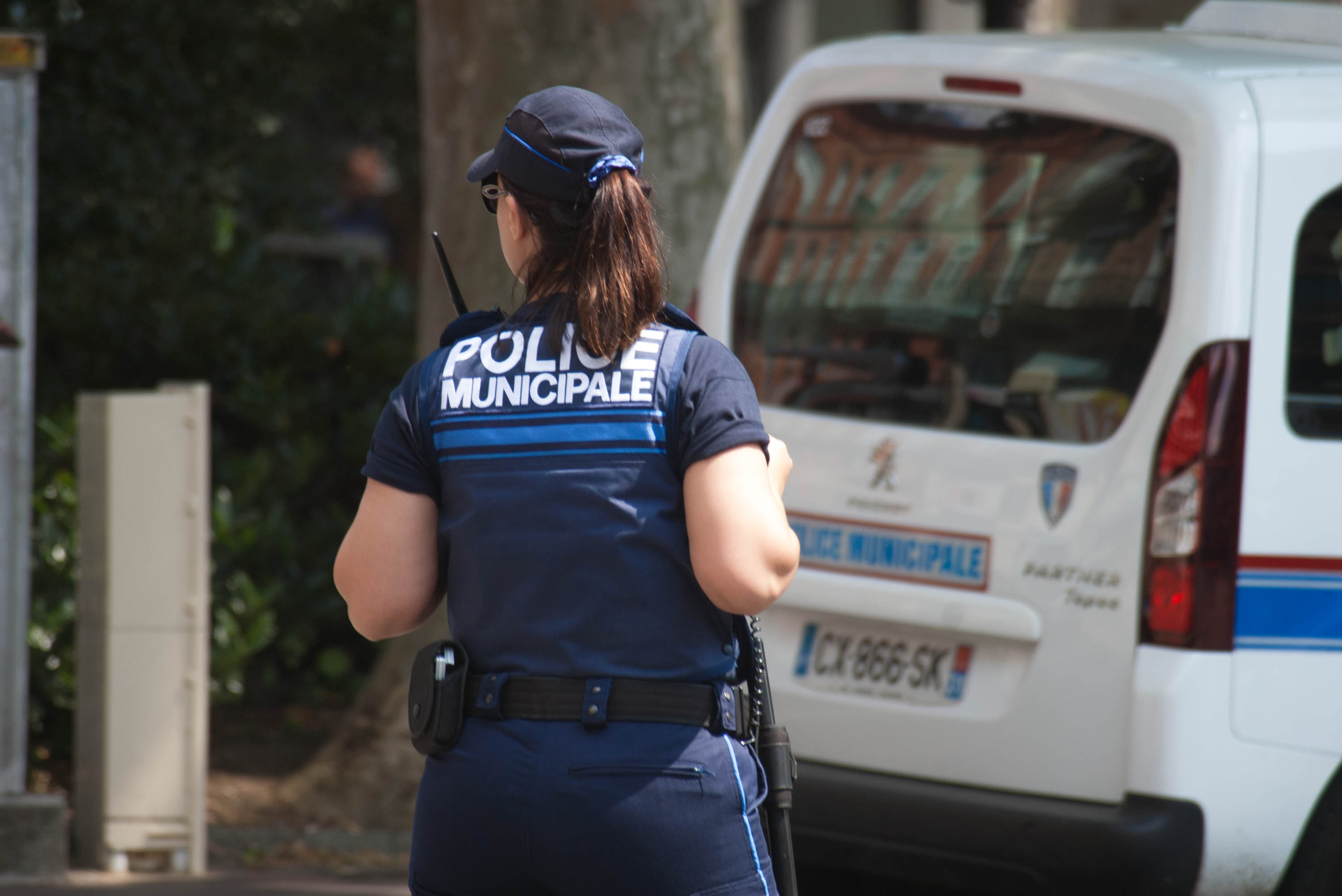
Kommunal polisman.

Den franska kommunala polisen utgörs av två olika typer av poliskårer. De stadskommunala poliskårerna förstatligades 1934-35, men har återkommit som en lokal polis med begränsade uppgifter. Landsbygdspolisen har aldrig förstatligats och har fortlevt som en lokal polisorganisation vid sidan av de statliga poliskårerna.

### Police municipale
De stadskommunala poliskårerna har sammanlagt ca 17 000 polismän anställda i hela Frankrike. En kommunal poliskår är underställd den kommunale borgmästaren och har till uppgift att vara verkställande myndighet för det kommunala ansvaret rörande ordning, säkerhet och hälsoskydd. De övervakar även trafiken och beivrar miljöbrott. De har med tiden fått en allt viktigare roll för att upprätthålla allmän ordning och säkerhet. Den stadskommunala polisen är normalt inte beväpnad, men kan erhålla tillstånd att bära skjutvapen.

### Garde champêtre/Police rurale
De landskommunala poliserna eller poliskårerna har ett annat historiskt ursprung än den stadskommunala polisen och en landskommunal polisman har generellt större polisiära befogenheter än en stadskommunal polisman. Till skillnad från stadskommunala poliser har de rätt att förfölja misstänkta, beslagta gods och rekvirera hjälp från borgmästare, tjänstemän och gendarmer under sin tjänsteutövning. Utan särskilt tillstånd har de rätt att bära och använda de vapen som är nödvändiga för att utföra sitt tjänsteuppdrag.

## Personal och utbildning

### Gendarmerie nationale
Gendarmeriet har tre klasser av polispersonal: polisassistenter/polisinspektör, polischefer samt hjälppoliser. Därtill kommer den teknisk-administrativa personalen som vid den civila polisen är civilanställd, men som vid gendarmeriet tillhör en särskild militär kår.

#### Polisassistentkarriären

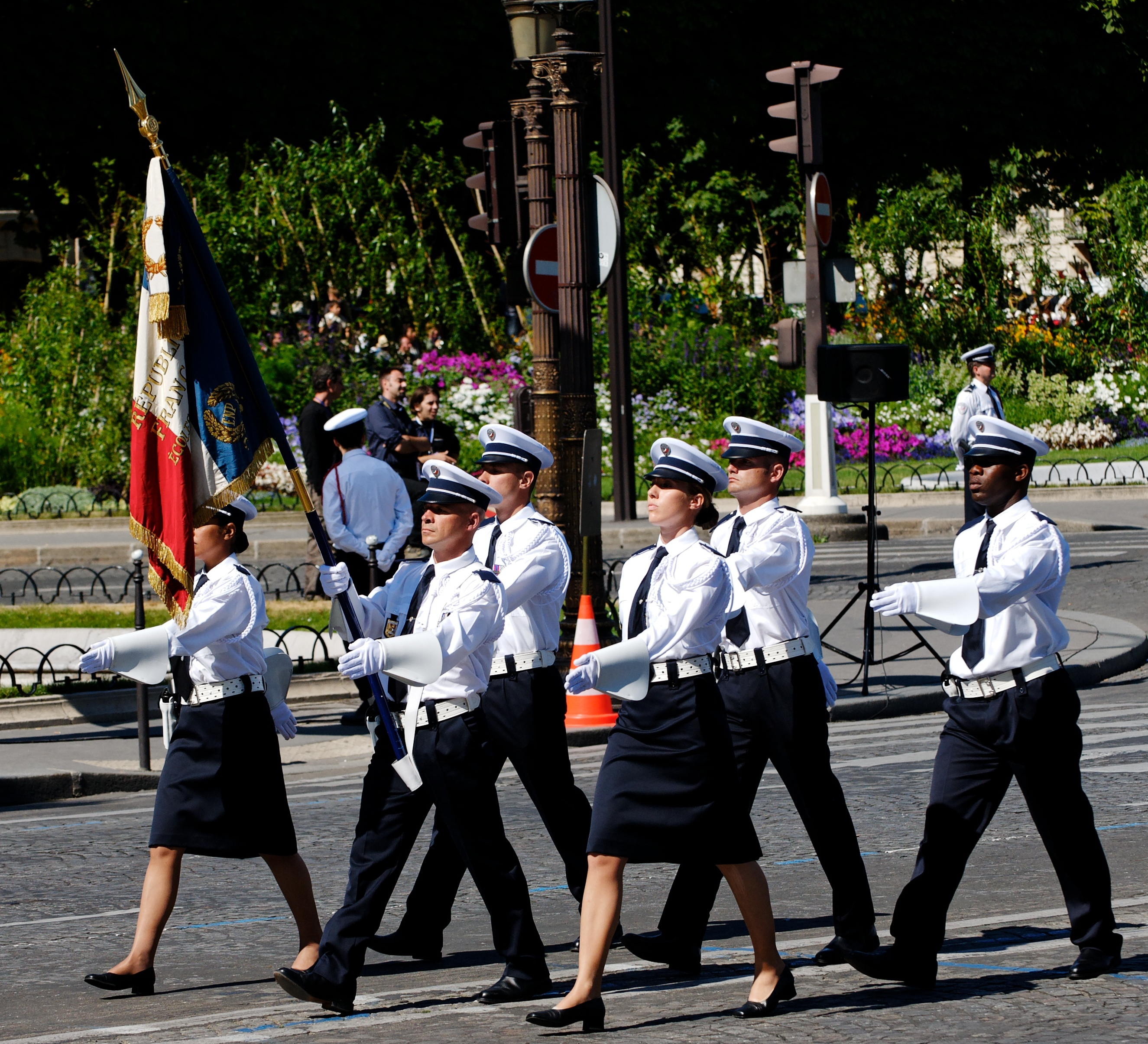
Fanvakt från polisskolan i Rouen-Oissel vid nationaldagsparaden 2008.

|                                                                     |                                                   |                                                     |                                                     |                         |                              |                                  |
| Élève gendarme Élève sous-officier Studerande vid polisutbildningen | Gendarme kontraktsanställd Sergent Polisassistent | Gendarme tillsvidareanställd Sergent Polisassistent | Maréchal des logis-chef Sergent-chef Polisassistent | Adjudant Polisinspektör | Adjudant-chef Polisinspektör | Major Polisinspektör (gruppchef) |

##### Antagningskrav

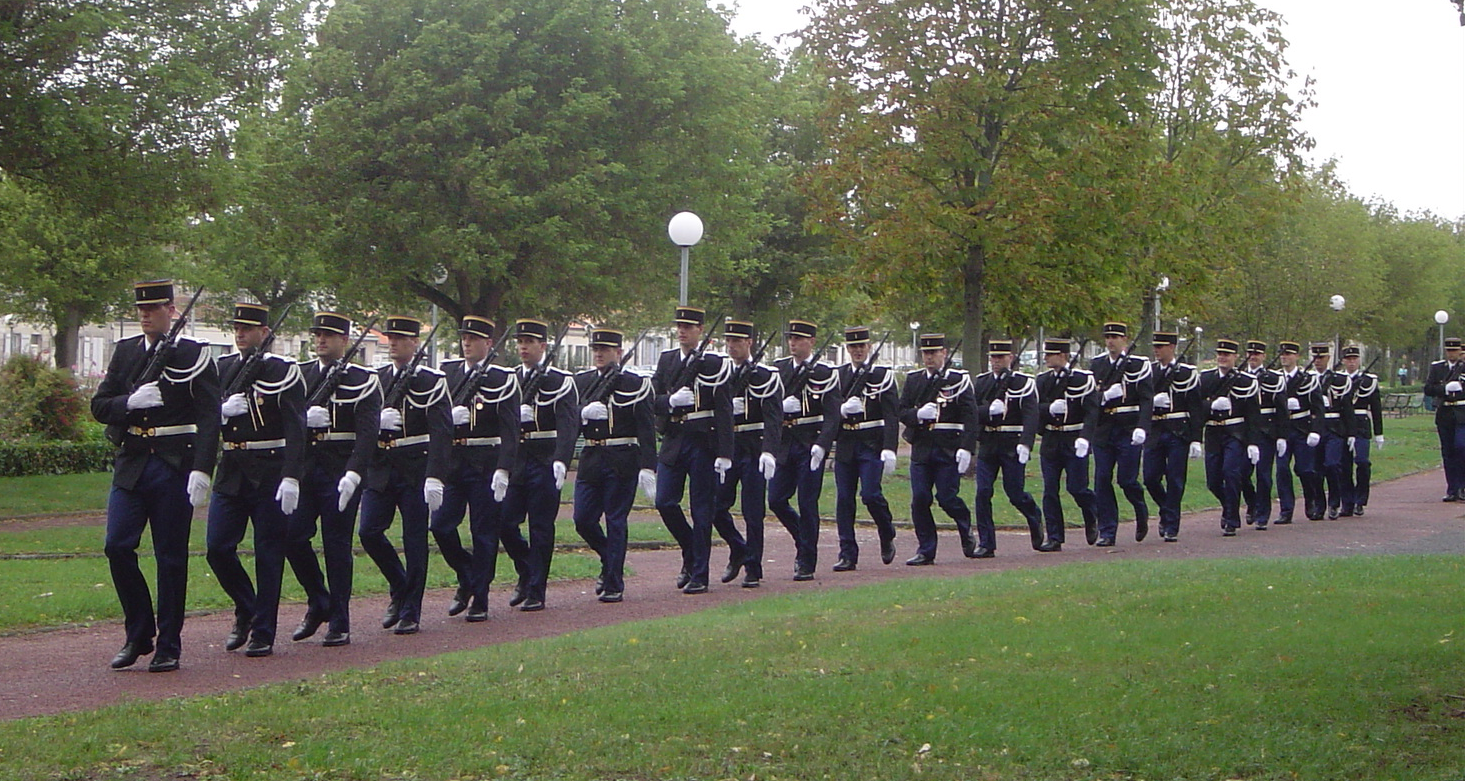
Studerande vid gendarmeriets polisutbildning.

Gendarmer rekryterad direkt från det civila livet, från gendarmes adjoints volontaires (se nedan) och bland militär personal i andra försvarsgrenar. Det finns inga särskilda förkunskapskrav fastställda, utan antagning av aspiranter sker efter ett två dagars urvalsförfarande, där allmänna kunskaper, personlighet och fysisk styrka testas.
Ålder: 18–35 år.

##### Grundläggande utbildning
Tio månaders kasernerad utbildning, varav en månads verksamhetsförlagd utbildning. Utbildningen sker vid gendarmeriskolorna i Châteaulin, Châtellerault, Chaumont, Le Mans, Libourne samt Montluçon. Efter avslutad utbildning utfärdas ett examensbevis, certificat d’aptitude à la gendarmerie (CAG), som motsvarar studentexamen vid yrkesgymnasium.

##### Provanställning
Efter utbildningen genomgår den kontraktsanställde gendarmen två års praktisk utbildning, efter vilken ett examensbevis kallat certificat d'aptitude technique utfärdas. Sedan kan tillsvidareanställning ske.

#### Polischefskarriären
|                                                                                      |                                                          |                             |                            |                                           |                                   |                      |
| Élève-officier Aspirant Studerande vid polischefsutbildningen (första året vid EOGN) | Sous-lieutenant Polischefsaspirant (andra året vid EOGN) | Lieutenant Poliskommissarie | Capitaine Poliskommissarie | Chef d’escadron Commandant Polisintendent | Lieutenant-colonel Polisintendent | Colonel Polismästare |

|                                  |                                   |                                        |                               |
| Général de brigade Polisdirektör | Général de division Polisdirektör | Général de corps d'armée Polisdirektör | Général d'armée Rikspolischef |

Den grundläggande polischefsutbildningen genomförs vid gendarmeriets officershögskola, École des officiers de la gendarmerie nationale (EOGN).
| Antagningskrav | Ålderskrav         | Utbildningens längd vid EOGN |
| --- | ------------------ | ---------------------------- |
| Nyutexaminerad från de arméns, marinens eller flygvapnets militärhögskolor (Saint-Cyr, Ecole navale, Ecole de l'Air) eller från École polytechnique.                                             | -                  | Ett år                       |
| Direktrekryterad från det civila livet bland sökande med femårig akademisk examen på avancerad nivå eller treårig akademisk examen på grundnivå och ett års avslutade studier på avancerad nivå. | högst 27 år gammal | Två år                       |
| Antagningsprov för offentliganställda högre tjänstemän med fem års anställning. | 28-35 år gammal    | Två år                       |
| Officer med kaptens grad i armén, marinen eller flygvapnet som har lägst treårig akademisk examen på grundnivå.                                                                                  | högst 35 år gammal | Ett år                       |
| Tillsvidareanställd gendarm med avlagd studentexamen med högskolebehörighet. | 24-39 år gammal    | Två år                       |
| Tillsvidareanställd gendarm med minst 10 års anställning och avlagd tjänsteexamen diplôme de qualification supérieure de la Gendarmerie (DQSG).                                                  | Minst 39 år gammal | Två år                       |

#### Gendarmes adjoints volontaires (GAV) (hjälppoliser)
|                                                    |                                                                                                 |                                                                     |                                                                           |                                                                           |
| Gendarme adjoint Soldat Hjälppolis med menigs grad | Gendarme adjoint de première classe Soldat de première classe Hjälppolis med menig av 1 kl grad | Gendarme adjoint brigadier Caporal Hjälppolis med vicekorprals grad | Gendarme adjoint brigadier-chef Caporal-chef Hjälppolis med korprals grad | Gendarme adjoint maréchal des logis Sergent Hjälppolis med sergeants grad |

##### Antagningskrav
Utbildning:
- Inga särskilda utbildningskrav.
- Antagning sker efter ett urvalsförfarande med psykologiskt test, test av allmänna kunskaper samt en intervju.[47]

Ålder: 18–25 år.

##### Grundläggande utbildning
(1) Tretton veckor vid en gendarmeriskola.
(2) Fortbildning under tolv veckor.

#### Teknisk-administrativ personal
Gendarmeriets teknisk-administrativa personal tillhör en särskild militär kår, corps de soutien technique et administratif. Kåren har samma militära grader som gendarmeriet i övrigt, med undantag av att graden gendarme ersätts av graden maréchal des logis.

##### Assistentkarriären
Assistentkarriären rekryteras direkt från det civila livet bland sökande med avlagd studentexamen, från gendarmes adjoints volontaires och bland militär personal i andra försvarsgrenar. De anställs inom yrkesområdena administration och personal, ekonomi, vapenteknik, fastighetsförvaltning, fordonsteknik, storkök och tryckeri.

##### Chefskarriären
Chefskarriären rekryteras från det civila livet bland sökande med avlagd akademisk examen på avancerad nivå och grundnivå eller bland gendarmer eller teknisk-administrativ personal med avlagd studentexamen och minst två års militärtjänst.

##### Gendarmes adjoints volontaires (GAV) (teknisk-administrativ tjänst)
Samma antagningsvillkor som för övriga GAV.

### Police nationale
Den statliga civila polisen har fyra klasser av polispersonal: polisassistenter/polisinspektörer, poliskommissarier, polischefer samt hjälppoliser.

#### Polisassistentkarriären
|                                                                               |                                                    |                                           |                                                                       |                                             |                                                       |                                                            |
| Élève gardien de la paix Élève sous-officier Studerande vid polisutbildningen | Gardien de la paix stagiaire Sergent Polisaspirant | Gardien de la paix Sergent Polisassistent | Sous-brigadier de police Sergent-chef Polisassistent med 12 tjänsteår | Brigadier de police Adjudant Polisinspektör | Brigadier-chef de police Adjudant-chef Polisinspektör | Brigadier-major de police Major Polisinspektör (gruppchef) |

##### Antagningskrav
Utbildning:
- (a) Studentexamen
- (b) Adjoint de sécurité (hjälppolis) med minst två års anställning
- (c) Cadet de la République (polisyrkesskolelev) efter genomgången yrkesutbildning

Ålder: Högst 35 år.

##### Grundläggande utbildning
Elva månader vid en av polisskolorna i Paris, Draveil, Marseille, Nîmes, Périgueux, Saint-Malo, Sens, Toulouse, Vannes, Roubaix, Reims eller Rouen-Oissel.

##### Aspiranttjänstgöring
Fem månader

##### Provanställning
Vid antagning till polisutbildningen förpliktar sig den blivande polisen till fyra års statlig anställning.

#### Poliskommissariekarriären
| |                                                                                                   |                                                  |                                                |                                                                 |
| Élève lieutenant Aspirant Studerande vid kommissarieutbildningen (de sex första månaderna vid ENSOP) | Lieutenant stagiaire Sous-lieutenant Poliskommissarieaspirant (de tolv sista månaderna vid ENSOP) | Lieutenant de police Lieutenant Poliskommissarie | Capitaine de police Capitaine Poliskommissarie | Commandant de police Commandant Poliskommissarie (sektionschef) |

##### Antagningskrav
Utbildning:

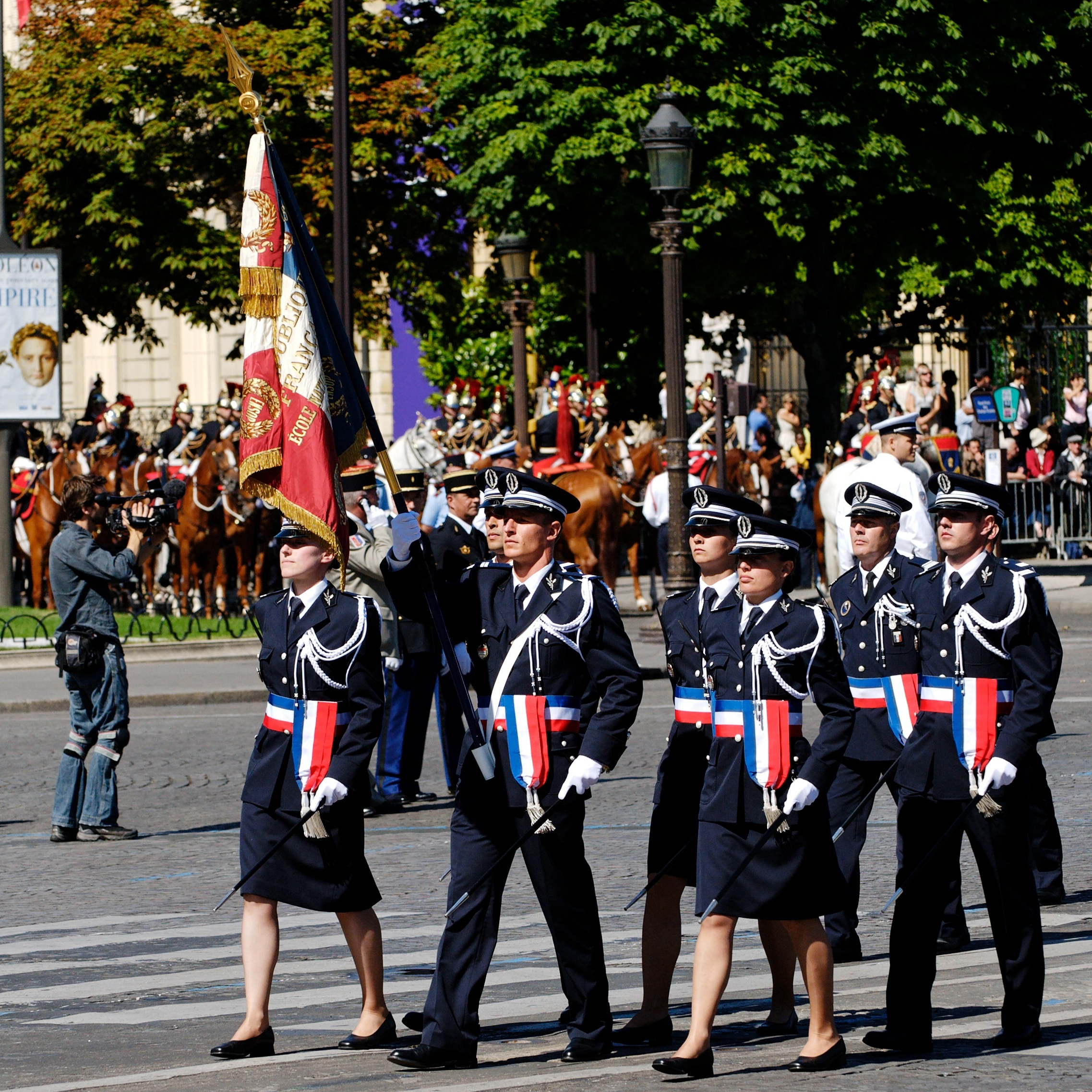
Fanvakt från polishögskolan för kommissarieutbildning École nationale supérieure des officiers de police (ENSOP) vid nationaldagsparaden 14 juli 2008.

- (a) Direktrekrytering från det civila livet bland sökande med treårig akademisk examen på grundnivå = 50 % av de blivande kommissarierna.
- (b) Antagningsprov för poliser i polisassistentkarriären = 20 % av de blivande kommissarierna.
- (c) Tjänsteexamen för polisinspektörer = 20 % av de blivande kommissarierna.
- (d) Urval bland polisinspektörer med högre tjänsteställning = 10 % av de blivande kommissarierna.[52]

##### Grundläggande utbildning
18 månader vid polishögskolan för kommissarieutbildning École nationale supérieure des officiers de police (ENSOP) i Cannes-Écluse.

#### Polischefskarriären

##### Antagningskrav
Utbildning:
- (a) Direktrekrytering från det civila livet bland sökande med femårig akademisk examen på avancerad nivå = 50 % av de blivande polischeferna.
- (b) Antagningsprov för offentliganställda tjänstemän och för militärer = 20 % av de blivande polischeferna.
- (c) Tjänsteexamen för poliskommissarier = 20 % av de blivande polischeferna.
- (d) Urval bland poliskommissarier med högre tjänsteställning = 10 % av de blivande polischeferna.

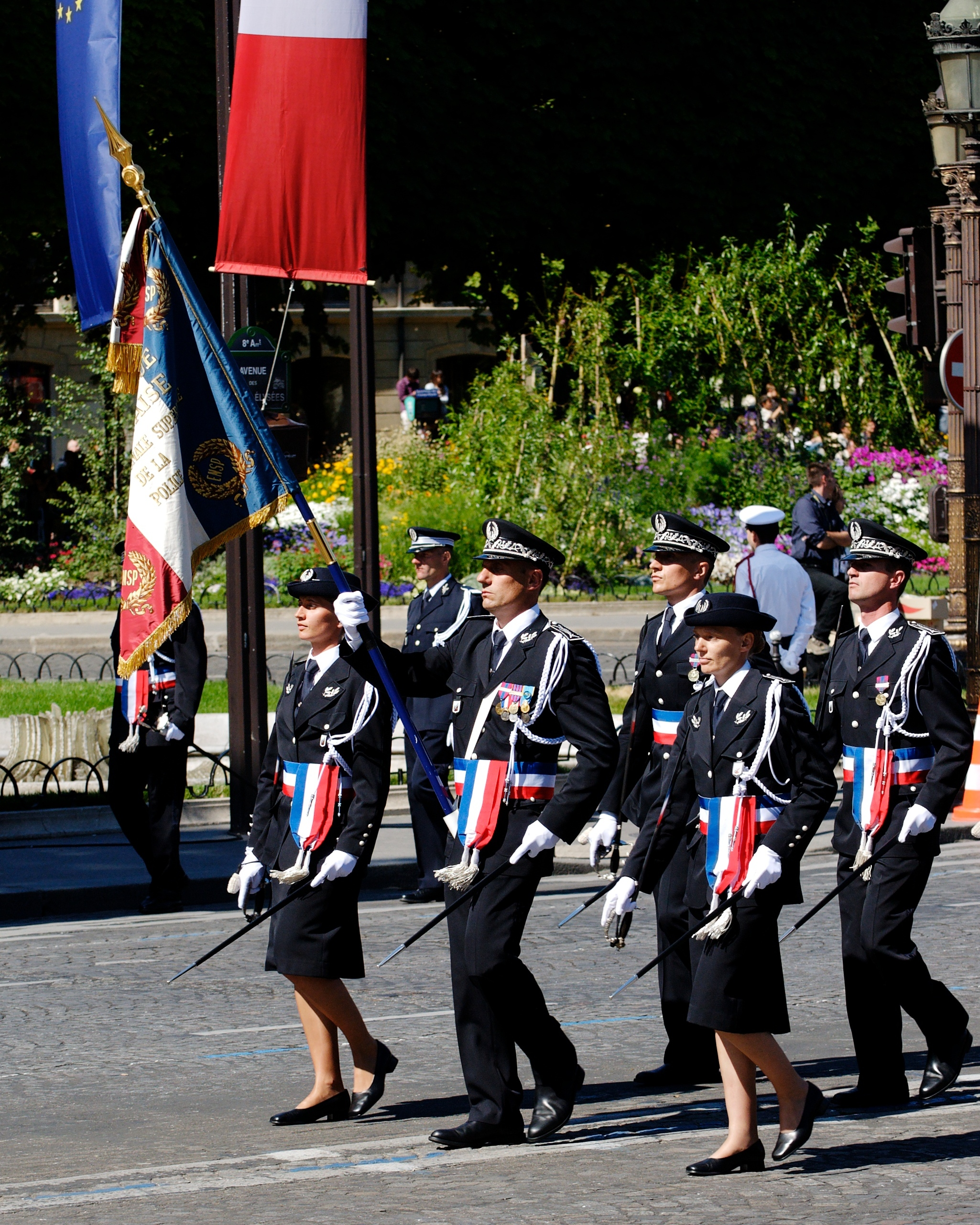
Fanvakt från École nationale supérieure de la police (ENSP) vid nationaldagsparaden den 14 juli 2008.

Ålder:
- (a) Högst 35 år.
- (b) Högst 44 år.
- (c) Högst 40 år.
- (d) Högst 45 år.

##### Grundläggande utbildning
Två år vid polishögskolan för polischefsutbildning École nationale supérieure de la police (ENSP) i Saint-Cyr-au-Mont-d'Or.

Commissaire, Commandant/Lieutenant-colonel, Polisintendent
Commissaire divisionnaire, Colonel, Polismästare
Contrôleur général, Général de brigade, Polisdirektör
Inspecteur général, Général de division, Överdirektör
Directeur des services actifs, Général de corps d’armée, Biträdande rikspolischef

#### Adjoints de sécurité (hjälppoliser)

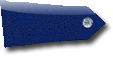
Gradbeteckning för Adjoint de sécurité.

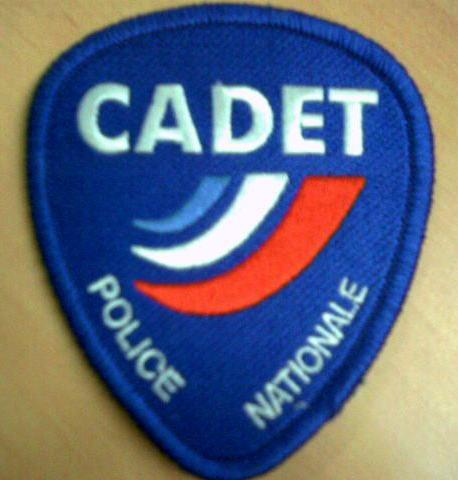
Cadet de la République.

##### Antagningskrav
Utbildning:
- Inga särskilda utbildningskrav.

Ålder: 18–25 år.

##### Grundläggande utbildning
- (a) Tolv veckor vid en polisskola för vanliga Adjoints de sécurité (ADS) följt av 2 veckors verksamhetsförlagd utbildning.
- (b) Tolv månader för Cadets de la République vilka genomgår en förberedande yrkesutbildning för att kunna avlägga antagningsprov för att bli polisassistent. Utbildningen växlar mellan teori och praktik. Sammanlagt tillbringas 12 veckor vid ett yrkesgymnasium där man läser franska, historia, geografi, matematik, datakunskap och engelska; 28 veckor vid en polisskola där man får utbildning som ADS samt förbereder sig för antagningsprovet till polisutbildningen; och 7 veckors verksamhetsförlagd utbildning.[54]

##### Anställningsförhållanden
- (a) En ADS anställs med högst fem års kontraktsanställning.[55]

- (b) En Cadet de la République anställs med fyra års kontraktsanställning, som inte kan förnyas.

#### Polisreserven
Polisreserven består av poliser som slutat sin anställning. Den består av två kategorier:
- (a) Plikttjänstgöring i fem år efter avgång för alla under 60 års ålder. Dessa reservister kan inkallas till högst 90 dagars tjänstgöring per år vid svåra ordningsstörningar.
- (b) Avtalstjänstgöring enligt frivilligavtal utöver lagstadgad plikttjänstgöring till högst 65 års ålder.[56]

#### Civilanställda

##### Administrativ personal
| Karriär                                             | Antagningskrav                                      | Grader |
| --------------------------------------------------- | --------------------------------------------------- | --- |
| Adjoint administratif tjänsteman kategori C         | Inga särskilda utbildningskrav                      | adjoint administratif de 2° classe adjoint administratif de 1° classe adjoint administratif principal de 2° classe adjoint administratif principal de 1° classe |
| Secrétaire administratif tjänsteman kategori B      | Gymnasium med högskolebehörighet dvs. studentexamen | secrétaire administratif de classe normale secrétaire administratif de classe supérieure secrétaire administratif de classe exceptionnelle                      |
| Attaché IOM, périmètre police tjänsteman kategori A | Akademisk examen på grundnivå                       | attaché d'administration (attaché de police) attaché principal d'administration (attaché principal de police)                                                   |

Källor:

##### Kriminalteknisk personal
| Karriär                                                                    | Antagningskrav                                                       | Grader |
| -------------------------------------------------------------------------- | -------------------------------------------------------------------- | --- |
| Agent spécialisé de police technique et scientifique tjänsteman kategori C | Gymnasium på yrkesprogram                                            | agent spécialisé de la police technique et scientifique agent spécialisé principal de la police technique et scientifique                                               |
| Technicien de police technique et scientifique tjänsteman kategori B       | Högskoleexamen (tvåårig) eller vad som motsvarar yrkeshögskoleexamen | technicien de la police technique et scientifique technicien principal de la police technique et scientifique technicien en chef de la police technique et scientifique |
| Ingénieur de la police technique et scientifique tjänsteman kategori A     | Civilingenjörsexamen eller annan akademisk examen på avancerad nivå  | ingénieur de la police technique et scientifique ingénieur principal de la police technique et scientifique ingénieur en chef de la police technique et scientifique    |

Källor:

### Police municipale
| Befordringsgång                                                                                      | Antagningskrav | Grundläggande polisutbildning | Grader |
| --- | --- | --- | --- |
| Agent de police municipale tjänsteman kategori C                                                     | Lägst gymnasium på yrkesprogram                                                                                        | 6 månader | - Gardien stagiaire - Gardien - Gardien principal - Brigadier - Brigadier-chef - Brigadier-chef principal |
| Chef de service de police municipale tjänsteman kategori B                                           | För externrekryterade utan tidigare polisiär utbildning krävs lägt gymnasium med högskolebehörighet dvs. studentexamen | 9 månader för externrekryterade utan tidigare polisiär utbildning 6 månader för internrekryterade 4 månader för befordrade efter tjänsteexamen | - Chef de service - Chef de service principal de 2e classe - Chef de service principal de 1re classe      |
| Directeur de police municipale tjänsteman kategori A chef för kommunal poliskår med minst 40 poliser | För externrekryterade utan tidigare polisiär utbildning krävs lägst akademisk examen på grundnivå                      | 9 månader för externrekryterade utan tidigare polisiär utbildning 6 månader för internrekryterade 4 månader för befordrade efter tjänsteexamen | - directeur de police municipale - directeur principal de police municipale                               |

Källor:

### Garde champêtre

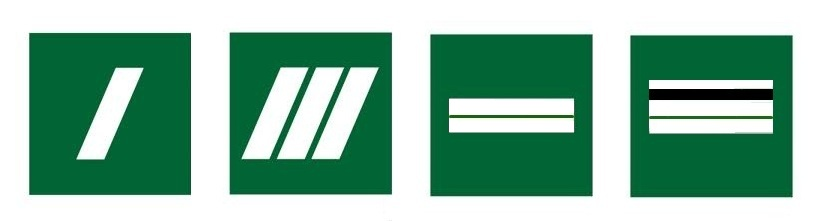
Gradbeteckningar från vänster till höger:
Garde Champêtre principal stagiaire,
Garde Champêtre principal titulaire,
Garde Champêtre chef,
Garde Champêtre chef principal.

| Befordringsgång                       | Antagnings- krav                | Grund- läggande polis- utbildning | Grader |
| ------------------------------------- | ------------------------------- | --------------------------------- | --- |
| Garde champêtre tjänsteman kategori C | Lägst gymnasium på yrkesprogram | 6 månader                         | garde champêtre principal stagiaire garde champêtre principal garde champêtre chef garde champêtre chef principal. |

Källor: